# Etnia mochica
Los mochicas, algunos autodenominados como muchik, son el grupo étnico indígena descendiente directo de la civilización prehispánica del mismo nombre (por tanto relacionados con las culturas moche y lambayeque), que habitó la costa norte del Perú sobretodo concentrados en los departamentos de Lambayeque y La Libertad. Su identidad ha perdurado notablemente a lo largo de los siglos, sobreviviendo a las conquistas de los chimúes, los incas y los españoles. Originalmente fueron hablantes del idioma mochica (perduró en Etén hasta mediados del siglo XX) y politeístas. A diferencia de lo que se creyó en el pasado, la etnia no desapareció, sino que su identidad se transformó por la aculturización mediante la hispanización adoptando el castellano y el catolicismo, manteniendo cierta continuidad cultural, biológica y social que aún se puede observar en la actualidad, principalmente en la costa de los departamentos de Lambayeque y La Libertad .
El término "mochica", para etnohistoriadores como Waldemar Espinoza Soriano, tiene una connotación de identidad étnica y política, no solo de una cultura arqueológica. Esta visión se complementa con la propuesta de los lingüistas, quienes usan el término para referirse al idioma nativo (mochica), tal como se registró en crónicas coloniales.

## Continuidad histórica
La pervivencia de la etnia mochica a través de los siglos es un caso notable de resistencia cultural a tres grandes conquistas históricas:
- Conquista Chimú: A partir de finales del siglo XIV, durante el intermedio tardío, el Imperio Chimú, proveniente del sur, conquistó a los mochicas agrupados en torno al reino lambayeque o sicán con capital tardía en Túcume, que había entrado en decadencia tras afrontar desastres como sequías y megainundaciones por El Niño. Sin embargo, su dominio no borró la identidad local; en cambio, los chimúes asimilaron gran parte de la cultura, la tecnología como es el caso de la metalurgia y orfebrería lambayeque e irrigación, y gran parte de los linajes de sus curacas locales, permitiendo que la población mochica mantuviera su organización social. Según lo registrado en Miscelánea Antártica de Balboa, el cambio más notorio fue colocar a Pongmassa como gobernador, sin embargo, sus descendientes se terminarían aculturizando con los locales.[5]
- Conquista Inca: La dominación incaica fue relativamente corta, poco más de 50 años, y de carácter más administrativo y de élites. Los incas, al conquistar el norte e integrarlos al Chinchaysuyo tras ganar la guerra chimú-inca por 1470 en lo que denomina como tercera expansión incaica, establecieron un control político a través de los líderes locales sometidos, o curacas, sin destruir del todo la estructura social tal es el caso de Oxa, descendiente del gobernador chimú Pongmassa, que mantuvo su cargo según Miscelánea Antártica[5]. Esto permitió a la etnia mochica local conservar sus linajes y gran parte de su identidad como su idioma, a pesar de la imposición del quechua a nivel administrativo como lengua franca.[1] Sin embargo si se registra desplazamientos forzados de mochicas como mitimaes hacia la región de Huambos en Cajamarca.[6]
- Conquista Española: Fue el período de mayor presión cultural y aculturización por medio de la hispanización. La lengua mochica inició su proceso de extinción por medio de la sustitución lingüística con el español y se adoptó el catolicismo como nueva religión pero la etnia sobrevivió. Los linajes se mantuvieron (como lo demuestran apellidos como Farro, Casusol, Llontop y Puicón) tal es el caso de Secfunpisan, descendiente de Pongmassa que conservó su posición noble, y la población nativa, aunque hispanizada, conservó rasgos culturales propios mediante el sincretismo cultural y religioso[5]. La participación de los regidores indígenas Antonio Chimpén y Joaquín Farro en el Acta de Independencia de Chiclayo es un testimonio de cómo la élite mochica sobrevivió e incluso tuvo un rol en la nueva república del Perú.[7]

## Evidencia de la continuidad étnica
La persistencia de la etnia mochica se basa en evidencias concretas como:
- Antroponimia de origen mochica: El estudio de la antroponimia, rama de la onomástica, de la región de Lambayeque revela la pervivencia de apellidos de origen mochica o muchik, como Casusol, Cajusol, Chancafe, Chafloque, Chafloc, Chumioque, Chaname, Samame, Serrepe, Neciosup, Llontop, Lluncor, Effio, Farro, Farromeque, Farroñán, Farroñay, Inoñán, Ucañán, Chapoñán, Ñanfuñay, Ñopo, Puicón, Puican, Falén, Chimpén, Chimoy, Reque, Quesquén, Esquén, Uchofen, Uypan, Yaipén, Eneque, Signol, Siadén, Siesquén, Cipión, Sipión o Scipion, Suclupe, Seclén, Musayón, Millón, Miñope, Inope, Tesén, Túllume y Tuñoque. Un informe periodístico de RPP Noticias de 2013 destacó que miles de personas en la región, alrededor del 65% del total, aún llevan estos apellidos, lo que subraya la herencia directa de los antiguos pobladores del Perú.[8]
- Toponimia y toponimia hídrica: Numerosos nombres de lugares y accidentes geográficos conservan la fonética del idioma mochica. Los prefijos: cha-/chi-/che-/cho-, si-, pa-, po-, pu- o sufijos: -eque/-oque/-ique, -oc, -ay, -ñán, -anca, -queque, -én y -ap/-op/-up/-pe/-epe/-ope/-ape/-upe/-ipo son marcadores lingüísticos de esta herencia. Ejemplos de ello son Chiclayo (Cɥiclaiæp), Chepén, Chérrepe, Etén y Puerto Etén (Æten  o Æetin),  Lambayeque (Ñampaxllæc o Yampallec), Reque (Requep), Jequetepeque (Xequetepeque), Ferreñafe (Firruñap), Faique, Niepos (Ñopos o Ñiepos), Nanchoc (Ñanchoc), Moyán, Tumán, Sipán, Jayanca (Laianca), Callanca, Íllimo (Yllimo), Pómac, Puémape, Pítipo, Picsi, Patapón, Mayascón (Mayascong), Chocope (Chocopæc), Chochope, Salas (Salascape), Ascope (Azcopæc), Úcupe, Tongorrape, Chongoyape, Monsefú (Omænssæfæc), Mocce, Mochumí(Moccɥumi), Moche, Mocupe (Mucup), Motupe (Motux), Motupillo, Morropón, Mórrope (Murrup), Mocollope y Zaña (Çañap). Asimismo, ríos como La Leche (Lalech o Lamcarlech), Chotoque y acequias como Yortuque, Moshoqueque, Seur, Cois, Puyén y Pulén testimonian la conexión profunda de la etnia mochica con el territorio y su sistema agrícola.[4][9]
- Rasgos físicos y genéticos: Investigaciones en antropología física y estudios de ADN mitocondrial han demostrado una alta continuidad genética entre las poblaciones actuales de la costa norte y sus ancestros prehispánicos. Un estudio publicado en Current Biology (2020) analizó genomas antiguos y modernos en el Perú, mostrando que los lambayecanos actuales conservan entre un 70% y 80% de herencia indígena prehispánica, con ligera mezcla europea y africana posterior.[10] Esto explica la persistencia de rasgos físicos propios y la continuidad étnica a pesar de la hispanización cultural y lingüística.[11]

## Sincretismo cultural y religioso
La evangelización en la colonia española no eliminó las creencias mochicas politeístas, sino que generó un profundo sincretismo cultural, donde elementos nativos y españoles se fusionaron.
- Curanderismo norteño y ritualidad: El curanderismo norteño tradicional de la región, que adopta elementos como la cruz y el santoral católico, conservó las técnicas de sanación ancestrales y el uso de hierbas sagradas. Algunos lugares mantienen la tradición como Ferreñafe (denominada localmente como Tierra de la doble fé), Mórrope, Íllimo, Túcume, Olmos y Salas. [12] [13][14]
- Patronazgo y festividades: Muchas de las fiestas patronales de los pueblos de la costa norte celebran a santos católicos, pero con bailes, música y comidas como la chicha de jora que mantienen una clara raíz prehispánica.